# Journiac
Journiac (okzitanisch: Jornhac) ist ein Ort und eine südwestfranzösische Gemeinde (commune) mit 481 Einwohnern (Stand 1. Januar 2022) in der alten Kulturlandschaft des Périgord im Département Dordogne in der Region Nouvelle-Aquitaine.

## Lage
Der Ort Journiac liegt in einer Höhe von ca. 125 m ü. d. M. etwa 38 Kilometer (Fahrtstrecke) nordwestlich von Sarlat-la-Canéda; die Stadt Les Eyzies ist nur etwa 18 Kilometer in nordöstlicher Richtung entfernt. Durch das Gemeindegebiet führt der kleine Bach (ruisseau) Ladouch oder auch Journiac.

## Geschichte
Funde auf dem Flurstück Le Treil weisen auf die prähistorische Anwesenheit des Menschen hin. 
Die Römerstraße von Périgueux (Vesunna) nach Cahors (Divona Cadurcorum) führte durch das Gebiet der heutigen Gemeinde; auf dem Flurstück La Simonie befand sich eine Wehranlage (castrum) und durch Luftbilder wurde ein römisches Landgut (villa rustica) entdeckt.
Die erste urkundliche Erwähnung (Jornhac) stammt aus dem 13. Jahrhundert. 
Die in ihrem Ursprung romanische Pfarrkirche weist auf eine mittelalterliche Besiedlung hin; im Hundertjährigen Krieg (1337–1453) wurde sie befestigt. 

### Bevölkerungsentwicklung
| Jahr      | 1968 | 1975 | 1982 | 1990 | 1999 | 2006 | 2012 |
| Einwohner | 309  | 276  | 305  | 345  | 365  | 399  | 441  |

Im 19. Jahrhundert lag die Einwohnerzahl der Gemeinde meist über 900. Die Reblauskrise im Weinbau und der Verlust von Arbeitsplätzen durch die Mechanisierung der Landwirtschaft haben seitdem zu einem kontinuierlichen Bevölkerungsrückgang geführt, der erst in den 1970er Jahren zum Stillstand gekommen ist.

## Wirtschaft
Bis in die heutige Zeit spielt die Landwirtschaft die größte Rolle im Wirtschaftsleben der Gemeinde: Der ehemals auch hier betriebene Weinbau ist jedoch nach der Reblauskrise gänzlich aufgegeben worden; Tabak und Mais sind ebenfalls auf dem Rückzug – stattdessen dominieren Wälder, Felder und Weiden, aber auch Walnuss-, Eßkastanien- und Obstbäume die Region. Auch Gänseleberpastete und Trüffel zählen zu den regionalen Spezialitäten. Einige leerstehende Häuser werden als Ferienwohnungen (gîtes) vermietet.

## Sehenswürdigkeiten

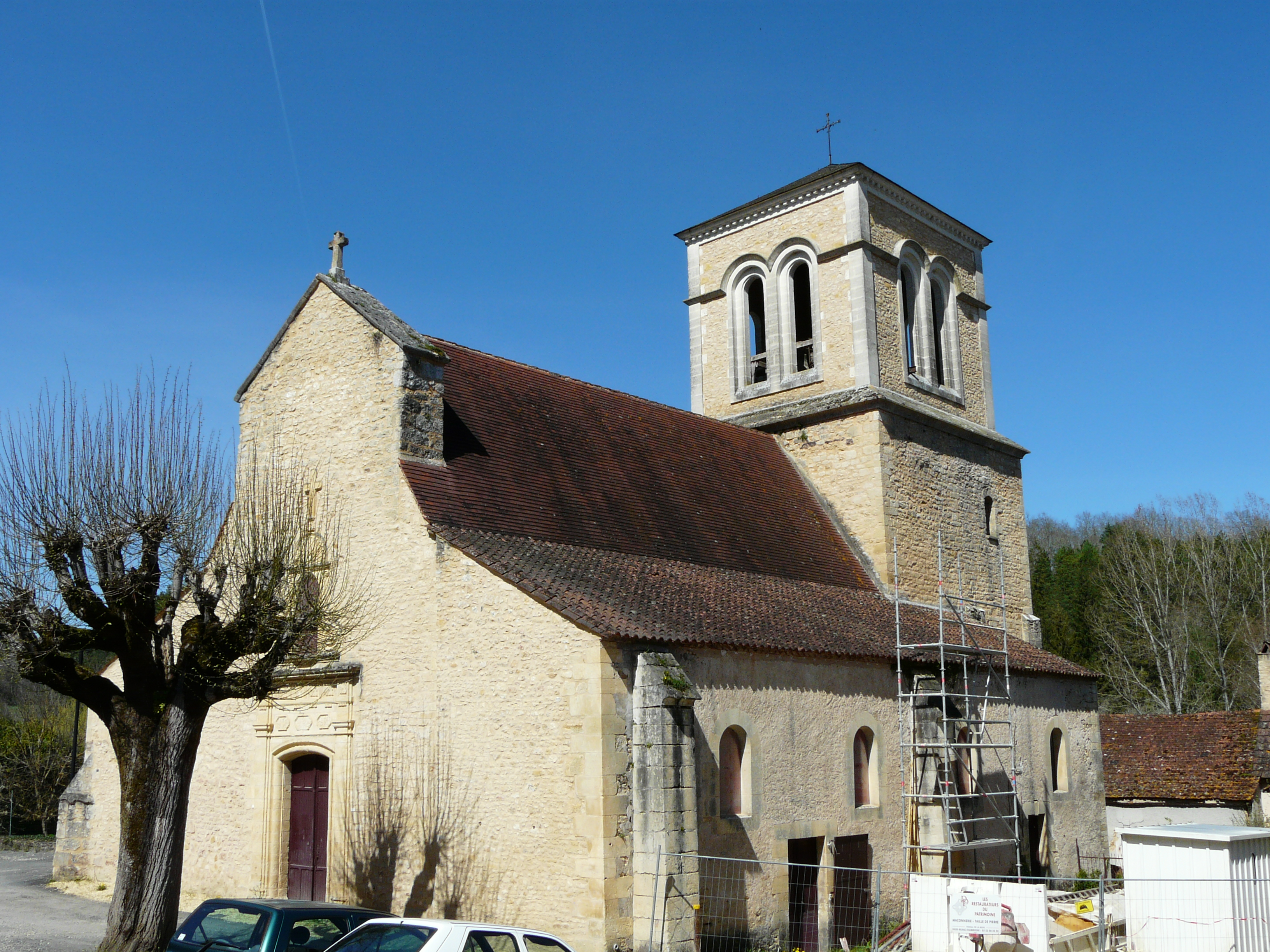
Kirche Saint-Saturnin

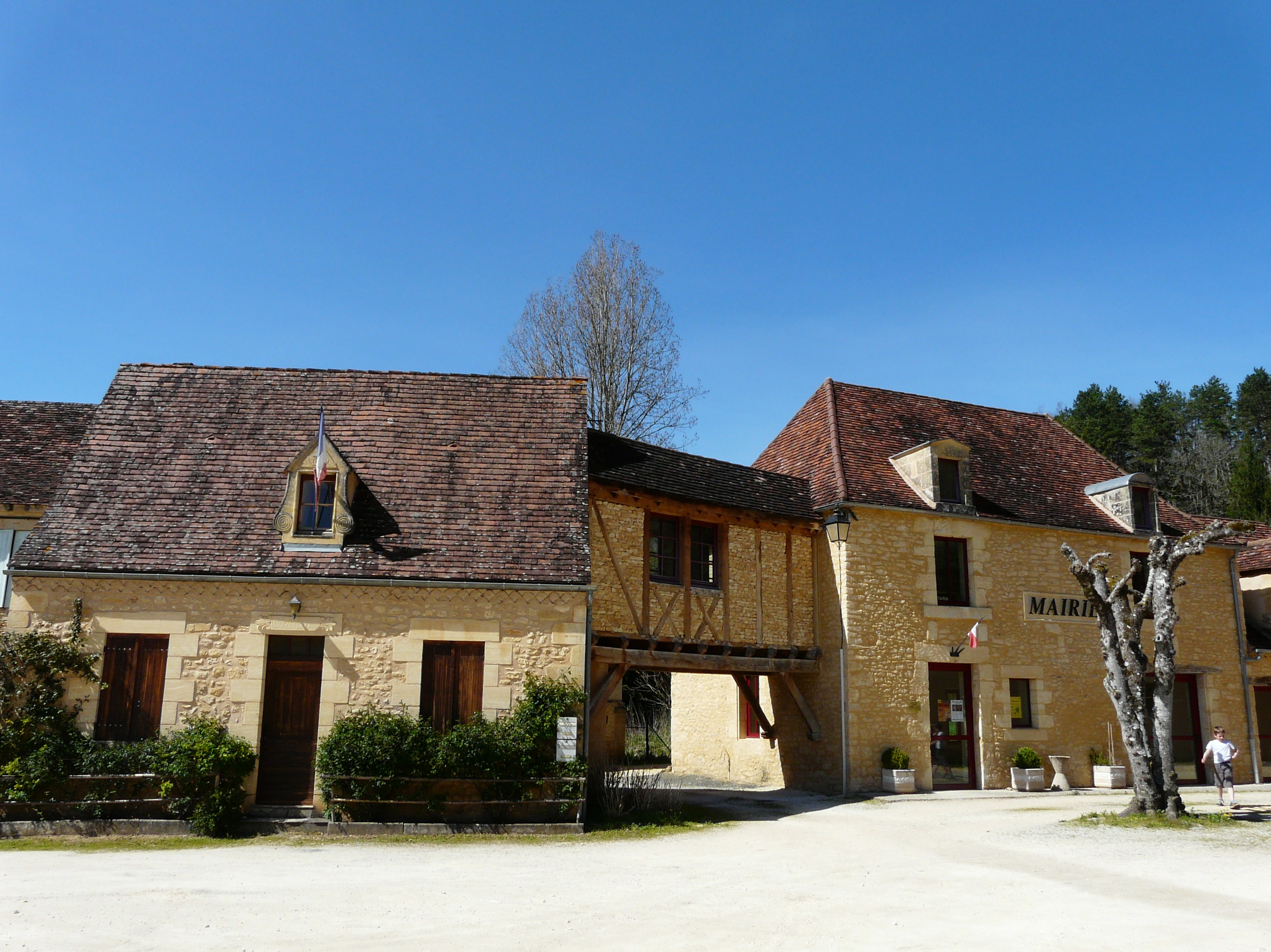
Altes und neues Rathaus

- Die Pfarrkirche Saint-Saturnin war ursprünglich ein einschiffiger romanischer Bau, von dem nur die flachschließende Apsis erhalten ist. Das wehrhafte wirkende Untergeschoss des Turms wurde im 15. Jahrhundert hinzugefügt. Im 17. oder 18. Jahrhundert erhielt die Kirche zwei Seitenschiffe, eine neue Portalzone mit einer aufgeblendeten Fächerrosette als oberem Abschluss sowie ein Glockengeschoss auf dem Turm.
- Das alte und das neue Rathaus (mairie) sind durch eine Fachwerkbrücke untereinander verbunden und bilden ein hübsches Ensemble.
- Am Ortsrand befindet sich ein überdachtes Waschhaus (lavoir).